# Кметове на Велико Търново
Градоначалници на Велико Търново след освобождението на България от Османско владичество.

## Княжество България
- Георги Живков – 1877 – 1878
- Георги Попиванов – 1879 – 1880
- Джорджо Момчев – 1880 – 1881, 1894 – 1899
- Петър Бояджиев – 1881 – 1883
- Иван Хаджибелчев – 1883 – 1884
- Петър Попдимов – 1884 – 1887
- Панайот Славков – 1887 – 1891
- Иван Халачев – 1891
- Стат Хаджиниколов – 1891 – 1893
- Кръстьо Станчев – 1899 – 1902, 1912 – 1913, 1921 – 1923
- Евстати Мартинов – 1902
- Трифон Кънчев – 1902 – 1903
- Атанас Хаджидимов – 1903 – 1908

## Царство България
- Иван Вителов – 1908 – 1911, 1919 – 1920
- Борис Мокрев – 1914 – 1918
- Алекси Попов – 1920 – 1921
- Димитър Йорданов – 1923 – 1925
- Димитър Раев – 1925 – 1928
- Владимир Даскалов – 1928 – 1932
- Васил Давидов – 1933 – 1934
- Ганчо Пеев – 1934 – 1935
- Тодор Фъртунов – 1935 – 1938, 1939 – 1944
- арх. Никола Русев – 1938 – 1939
- Владимир Рашев – 1932 – 1933, 1944 – 1945

## Народна република България
- Никола Радев – 1945 – 1948
- Станчо Друмев – 1948 – 1952
- Стефан Цонев – 1952 – 1954
- Кирчо Русанов – 1954 – 1959
- инж. Хараламен Куцаров – 1959 – 1965
- инж. Недялко Калпакчиев – 1965 – 1971
- Иван Генджов – 1971 – 1979
- инж. Димитър Здравков – 1981 – 1986
- арх. Теофил Теофилов – 1986 – 1988

## Република България
| №   | Име                    | Период                   | Партия            | Забележки            |
| --- | ---------------------- | ------------------------ | ----------------- | -------------------- |
| 34. | Иван Димитров          | 1988 – 1990              |                   |                      |
| 35. | инж. Емануил Серафимов | 1990 – 1991              | Центристки партии |                      |
| 36. | инж. Борис Крумов      | 1991 – 1992              | СДС               |                      |
| 37. | Веселин Георгиев       | 1993 – 1994              | СДС               | 1958 –               |
| 38. | инж. Георги Стефанов   | 1994                     |                   |                      |
| 39. | инж. Петко Георгиев    | 1994 – 1995              |                   | ? – 28.12.2009       |
| 40. | Драгни Драгнев         | 1979 – 1981, 1995 – 1999 | БСП               | 8.10.1942 – 5.7.2011 |
| 41. | д-р Румен Рашев        | 1999 – 2011              | СДС               |                      |
| 42. | инж. Даниел Панов      | 23 октомври 2011 – сега  | ГЕРБ              |                      |